# Kupres
Kupres (Servisch: Купрес) is een plaats (stadje) en gemeente in de Federatie van Bosnië en Herzegovina, Bosnië en Herzegovina. De stad maakt deel uit van het kanton West-Bosnië, ook wel bekenend als de Hercegbosanski Kanton of Kanton 10.

## Demografie

### 1971
11496 in totaal
- Serven - 6,252 (54,38)
- Kroaten - 4,425 (38,49)
- Bosniakken - 763 (6,63)
- Joegoslaven - 18 (0,15)
- Overig - 38 (0,35)

### 1991
10098 in total
- Serven - 5,169
- Kroaten - 3,947
- Bosniakken - 745
- Joegoslaven - 213
- overig - 4

### Heden
Er zijn geen nauwkeureige gegevens over de bevolking van Kupres, maar minstens 90% van de bevolking zijn etnische Kroaten.

## Geschiedenis
Kupres werd voor het eerst genoemd in documenten van het Koninkrijk Kroatië, wat gevestigd was vlak bij Duvno (nu Tomislavgrad genoemd). Het maakte deel uit van het Ottomaanse Rijk, net zoals de rest van Bosnië en Herzegovina, en het maakte ook deel uit van de Banovina van Kroatië (tot 1939) en later van de Socialistische Federale Republiek Joegoslavië tot de onafhankelijkheid van Bosnië en Herzegovina in 1992.
De stad ligt in het midden van de Kupres Vlakte (Kupresko Polje) waar veel hevige gevechten plaatsvonden in de recente Bosnische Oorlog in de jaren 90. De kwam verwoest uit de oorlog en ook van de lokale economie is weinig over. Aan zowel de stad als de economie wordt gewerkt voor de vooruitgang van de regio en de maatschappij, er wordt vooral veel geld en tijd gestoken in het bevorderen van toerisme.

## Opsplitsing van Kupres
Door het Verdrag van Dayton, wat Bosnië en Herzegovina opsplitste in 2 entiteiten, heeft de stad een grote Kroatische meerderheid. Een groot deel van de etnisch Servische bevolking verliet de stad en vormde een eigen stad. Deze stad heet ook Kupres, wat erg verwarrend is, maar wordt in de Servische Republiek vaak Srpski Kupres genoemd.

## Toerisme
Kupres ligt ver boven het zeeniveau (1120-1150 m) en gemiddeld valt er 55 dagen per jaar sneeuw, door zijn voordelige locatie in de Dinarische Alpen. Het is vooral bij Kroaten een populair skigebied, omdat het vlak bij de Kroatische grens ligt en zeer goedkoop is. De stad heeft ook een groot natuurlijk meer. De Euro wordt vaak geaccepteerd als betaalmiddel mede door het grote aantal Kroatische toeristen.
In Kupres bevindt zich ook een als werelderfgoed erkende necropolis met middeleeuwse stećci-grafstenen.
Er is een jaarlijks cultureel en agrarisch feest dat gehouden wordt in Kupres in juli. De stad heeft goede weg- en busverbindingen richting Tomislavgrad en Livno, en heeft een verbinding (via een tunnel) met de dichtbijgelegen stad Bugojno.